# Karel Poláček

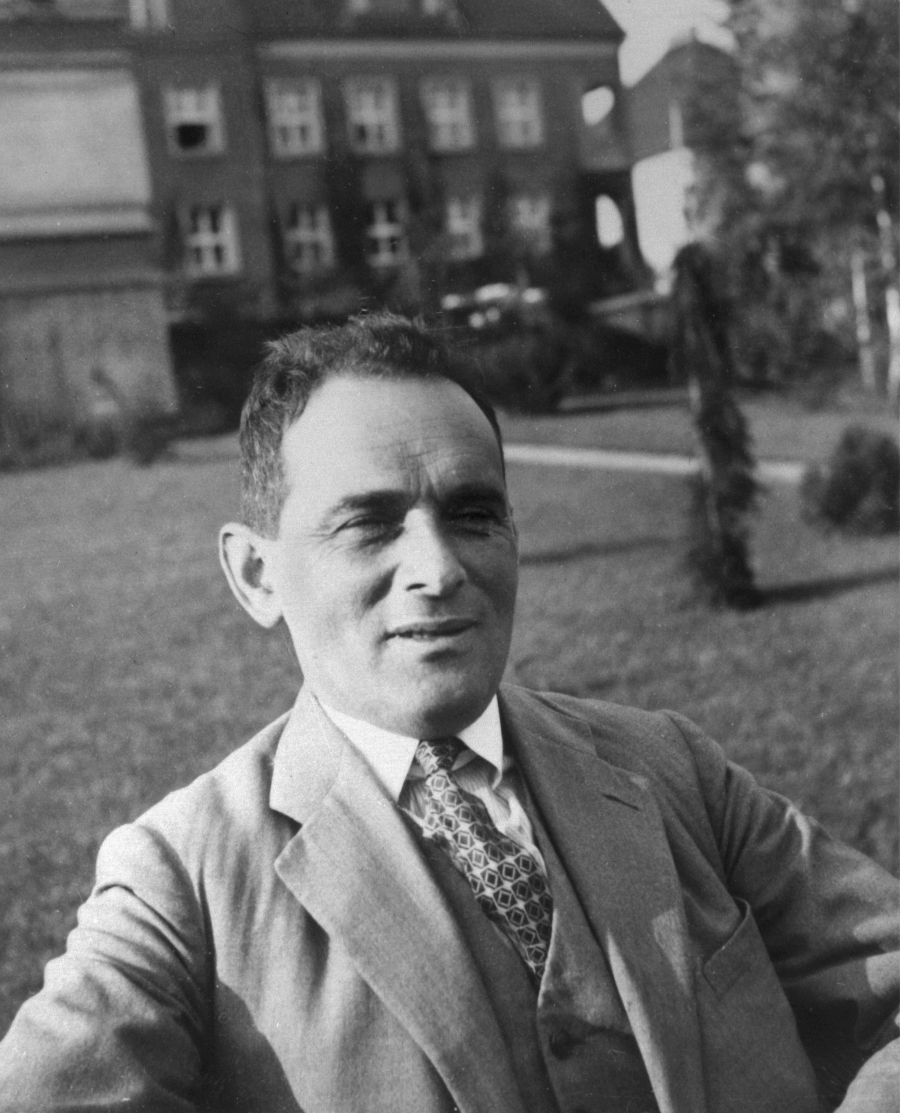
Fotograf des Porträts war Karel Čapek

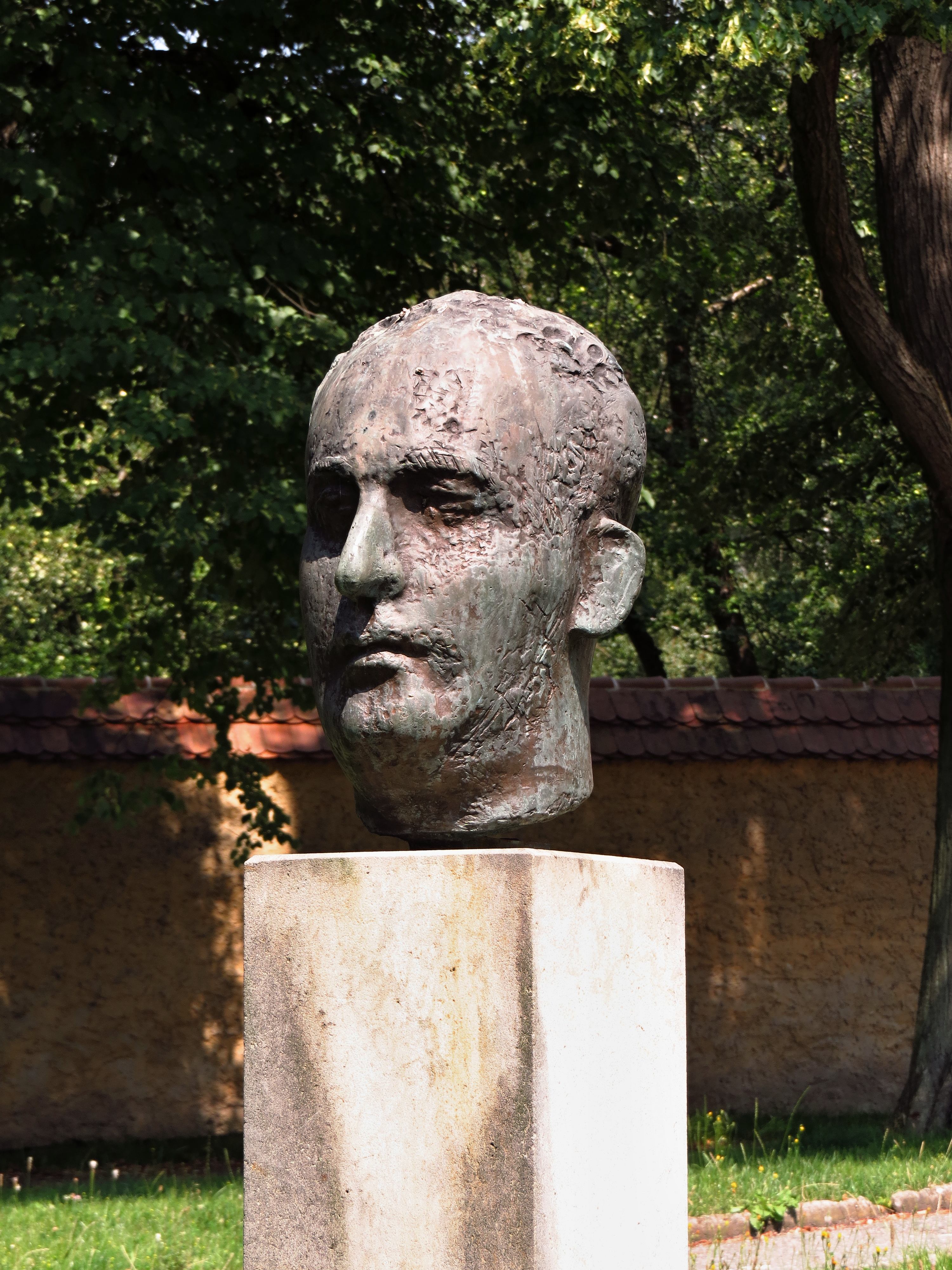
Büste in Rychnov nad Kněžnou

Karel Poláček (* 22. März 1892 in Rychnov nad Kněžnou, Österreich-Ungarn; † 21. Januar 1945 in Gleiwitz) war ein tschechischer Schriftsteller und Journalist.

## Leben
Poláček war der Sohn jüdischer Kaufleute. Er besuchte zunächst das Gymnasium in Rychnov, wechselte aber kurze Zeit später wegen seiner schlechten schulischen Leistungen nach Prag. 1912 legte er das Abitur ab und arbeitete als Angestellter. Während des Ersten Weltkrieges kämpfte er in Serbien bis zu seiner Gefangennahme. Nach seiner Rückkehr begann er neben seiner Tätigkeit bei der Tschechoslowakischen Aus- und Einfuhrkommission als Journalist bei der Zeitschrift Tribuna und Nebojsa. Von seinem Arbeitgeber wurde er entlassen, nachdem er in seiner Erzählung Karussell (Kolotoč) die Kommission lächerlich gemacht hatte. Er schloss sich dem liberal-demokratischen Kreis um die Schriftsteller Ferdinand Peroutka und die Gebrüder Karel und Josef Čapek an. In der zweiten Hälfte der 1920er Jahre war Poláček Teilnehmer an den Treffen der informellen Stammtischgruppe Prager Intellektueller Pátečníci.
Von 1922 bis 1939 schrieb er als Gerichtsberichterstatter und Essayist für die Zeitung Lidové noviny, bei der er 1939 wegen seiner jüdischen Herkunft entlassen wurde. Daraufhin begann seine Mitarbeit in der jüdischen Gemeinde. 1943 wurde Poláček inhaftiert und kam in das KZ Theresienstadt, von welchem er anschließend in ein Außenlager des KZ Auschwitz überführt wurde. Bis in die 1990er Jahre ging man davon aus, dass Poláček im Oktober 1944 in der Gaskammer ermordet wurde. Erst nach 1990 meldeten sich Zeugen, die Poláček noch im Januar 1945 im Außenlager in Hindenburg gesehen haben. Er soll dort ein Theaterstück geschrieben haben, das von Lagerinsassen aufgeführt wurde. Er wurde zusammen mit anderen Gefangenen von Hindenburg nach Gleiwitz abtransportiert, es ist aber unklar, ob er auf dem Weg gestorben ist oder in Gleiwitz. Das Todesdatum basiert darauf, dass die letzte Zeugin ihn noch am 19. Januar 1945 gesehen hat und dass zwei Tage später in Gleiwitz Selektionen stattfanden.
In der ehemaligen Synagoge in Rychnov nad Kněžnou wurde eine Gedenkstätte für Karel Poláček eingerichtet.

## Werke

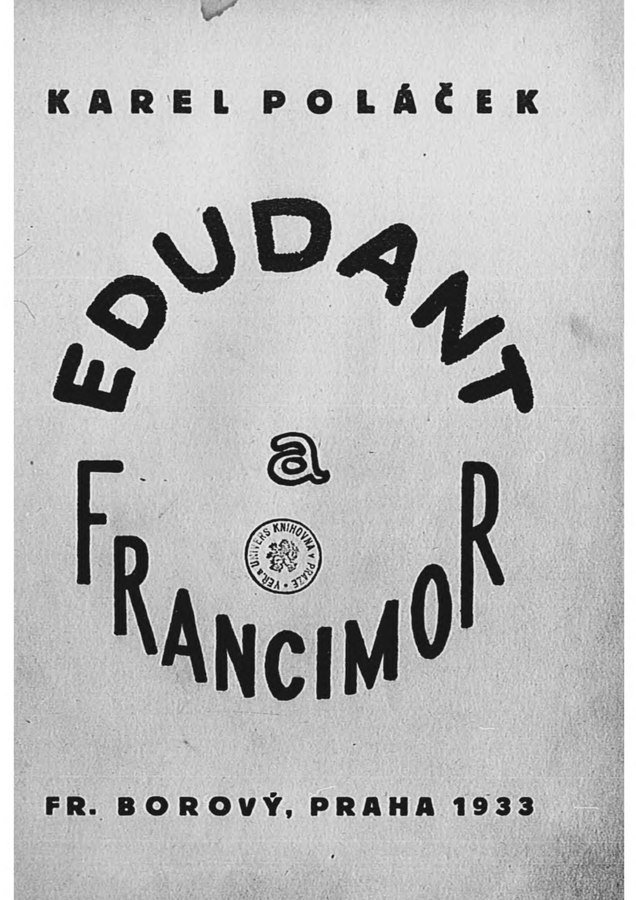

Poláček gehörte zu bedeutenden tschechischen Humoristen, der den kleinen, einfachen Menschen mit allen seinen Schwächen darstellte.

### Romane und Erzählungen
- Povídky pana Kočkodana, 1922
- Mariáš a jiné živnosti, 1924
- 35 sloupků, 1925
- Lehká dívka a reportér, 1926
- Povídky izraelského vyznání, 1926
- Bez místa, 1928
- Dům na předměstí, 1928 (Das Haus in der Vorstadt – Ein Polizist kauft sich in der Stadt ein Haus, in dem er seine Mieter terrorisiert. Polacek zeigt in diesem Buch, dass die Menschen sich selbst die größte Gefahr sind).
  - Das Haus in der Vorstadt. Übersetzung von Eliška Glaserová. Artia, Prag 1958
- Muži v ofsajdu, 1931 (Männer im Abseits – Die Handlung spielt in der Umgebung der Prager Fußballmannschaften Slavia Prag und Viktoria Žižkov).
  - Abseits. Aus dem Leben von Fussball-Fans. Roman. Übersetzung von Herta Soswinski. Rosenheimer Verlagshaus, Rosenheim 1971
  - Männer im Abseits. Roman. Aus dem Tschechischen von Herta Soswinski, Nachwort von Sylvia Soswinski. Mitteldeutscher Verlag, Halle (Saale) 2019, ISBN 978-3-96311-155-6
- Hráči, 1931
- Hlavní přelíčení, 1932
- Okresní město, 1936 (Die Bezirksstadt – Der umfangreichste Roman Polaceks. In diesem Buch charakterisiert er verschiedene gesellschaftliche Schichten vor dem Ersten Weltkrieg in einer Kleinstadt. Er charakterisiert die Menschen mit ihren Verstellungen, Hinterhältigkeit und Falschheit. Vor allem bei höheren Schichten benutzt er dabei das Instrument der Ironie und Karikatur).
  - Die Bezirksstadt. Übersetzung von Anna Wagenknecht. Mit 62 Federzeichnungen von Eva Johanna Rubin. Rütten & Loening, Berlin 1956
  - Die Bezirksstadt. Roman. Übersetzung von Antonín Brousek. Reclam, Ditzingen 2018, ISBN 978-3-15-011183-3
- Hrdinové táhnou do boje, 1936
- Povídky izraelského vyznání, 1926
- Podzemní město, 1937
- Deník se žlutou hvězdou
- Hedvika a Ludvík a jiné povídky
- Vyprodáno, 1939
- Vlastimil Rada[4] (Pseudonym): Hostinec U kamenného stolu, 1941
- Michelup a motocykl
- Bylo nás pět, 1946 (Wir waren fünf – Erschien nach seinem Tod. Die Geschichte fünf kleiner Jungs aus einem Dorf, die Probleme der Kleinstadt aus der Sicht eines Kindes darstellt.)
  - Wir fünf und Jumbo. Nachwort von Eckhard Thiele. Übersetzung von Markus Wirz. DVA, München 2001, ISBN 978-3-421-05239-1
- Ves Stepančikovo
  - Das Gut Stepantschikowo, Komödie in 11 Bildern nach Dostojewski von Emil František Burian und Karel Poláček. Übersetzung von Rolf Schneider. Universal Edition, Wien 1969

### Drehbücher
- Muži v offsidu
- Obrácení Ferdyše Pištory
- Dům na předměstí

### Kinderbücher
- Edudant a Francimor, 1933
  - Edudant und Franzimor. Übersetzung von Lotte Elsnerová. Illustrationen von Josef Čapek. Artia, Prag 1966

### Fachliteratur
- Život ve filmu, 1927 (Essays)
- Žurnalistický slovník, 1934
- Metempsychóza čili stěhování duší, 1936
- Ze soudní síně, 1956

### Sammelwerke
- Židovské anekdoty (Sammlung jüdischer Witze)
- Soudničky, 1999
- O humoru v životě a v umění, 1928
- Lidé před soudem, 1938 fejetony, sloupky, eseje
- Doktor Munory a jiní lidé, 1935–1939